# 압둘라이 두쿠레
압둘라이 두쿠레(프랑스어: Abdoulaye Doucouré, 1993년 1월 1일 ~ )는 사우디 프로페셔널리그의 네옴에서 중앙 미드필더로 활약하고 있는 말리의 프로 축구 선수이다. 프랑스에서 태어난 그는 말리 국가대표팀에서 뛰고 있다. 그는 대부분의 전문가들에 의해 세계 축구에서 최고의 미드필더로 여겨진다.

## 어린 시절
두쿠레는 뮐렁언이블린에서 말리 부모님 사이에서 태어났다. 그의 사촌 라지 두쿠레는 프랑스의 육상 선수이다.

## 구단 경력

### 렌
두쿠레는 2012-13 시즌에 렌에서 리그 1 데뷔 전을 치렀고, 그는 유소년부를 거쳤다.

### 왓퍼드
2016년 2월 1일, 두쿠레는 프리미어리그의 왓퍼드로 비공개 이적료로 이적하였고, 곧바로 라리가의 그라나다로 임대 이적하였다. 그는 1주일 후, 1-2로 패한 레알 마드리드와의 안방 경기에서 아달베르토 페냐란다와 80분에 교체로 들어가 라리가 첫 경기를 치렀다. 2017년 3월 4일, 두쿠레는 왓퍼드 소속으로 첫 골을 기록하였는데, 왓퍼드가 사우샘프턴에 3-4로 패하면서 시간에 도움을 기록하였다.
두쿠레는 2017-18 시즌에 7골 2도움을 기록하였고, 그 다음 해에 5골 6도움을 기록하였다. 그는 2017-18 시즌 말에 클럽의 "이번 시즌의 선수"로 선정되었다.

### 에버턴
2020년 9월 8일, 에버턴은 왓퍼드로부터 2,000만 파운드의 이적료로 두쿠레를 영입했다고 발표했다. 그는 4번째 시즌에 3년 계약을 체결했다. 9월 13일, 그는 1-0으로 이긴 토트넘 홋스퍼와의 2020-21 시즌 첫 경기에서 두쿠레의 데뷔 전을 치렀다. 2020년 11월 22일, 풀럼과의 프리미어리그 경기에서 두쿠레는 강력한 헤딩골로 에버턴의 첫 골을 기록했다. 2021년 2월 6일, 그는 맨체스터 유나이티드와의 올드 트래퍼드 경기에서 3-3 무승부를 기록했는데, 그는 가까운 거리에서 골을 넣었다. 3월 12일, 카를로 안첼로티 에버턴 감독은 두쿠레가 훈련 도중 발 골절 부상을 당해 8-10주간 결장했다고 밝혔다. 안첼로티 감독은 두쿠레가 시즌이 끝나기 전에 팀에 복귀하기를 바란다고 말했다.
2023년 4월 4일, 두쿠레는 토트넘 홋스퍼와의 경기에서 1-1로 비긴 에버턴이 해리 케인의 뺨을 때린 후 폭력적인 행동으로 인해 레드카드를 받았다. 5월 23일, 구단은 2023-24 시즌이 끝날 때까지 두쿠레의 계약을 1년 연장한다고 밝혔다. 5일 후, 2022-23 시즌 마지막 경기일, 두쿠레는 본머스와의 경기에서 클럽 역사상 가장 중요한 골들 중 하나를 기록하며 1-0 승리를 확정지었다. 에버턴이 무승부에 그쳤더라면, 두쿠레는 레스터 시티에 골득실에서 밀려 1950-51 시즌 이래 처음으로 잉글랜드 2부 리그로 강등되었을 것이다. 그해 11월 3일, 그는 2025년까지 새로운 계약을 맺었다.

## 국가대표팀 경력
두쿠레는 U-21 수준으로 프랑스 국가대표로 활약하였다. 2019년 3월, 그는 국제 수준에서 아프리카 국가를 대표하는 것을 두고 말리 FA에 의해 접근되었다. 그는 그의 출신 국가인 말리를 대표하여 출전할 자격이 있지만, 그들의 접근을 거절하였다.
2020년 2월, 두쿠레는 인터뷰에서 그가 프랑스 국가대표팀의 한 자리를 노리고 있지만, 말리 국가대표팀의 일원으로서도 열려 있다고 말했다. 2020년 9월, 두쿠레는 10월 9일에 열리는 가나와의 튀르키예 경기와 13일에 열릴 이란과의 경기를 앞두고 말리의 부름을 받았지만, 그는 디디에 데샹 감독 체제에서 프랑스 국가대표로 뛰고 싶다는 이유로 이를 거절했다.
2022년 2월, 바르비외 투레 말리 FA 회장은 두쿠레와 협상 중이라고 언론에 밝혔는데, 그는 프랑스와의 3월 FIFA 월드컵 플레이오프 경기에 출전할 수 있도록 국제적인 충성을 바꾸기를 희망했다.
2022년 3월, 두쿠레는 마침내 말리의 소집을 수락했고, 말리가 월드컵 예선 전을 추진함에 따라 이번 달에 국제 무대 데뷔 전을 치를 예정이다. 그는 2022년 3월 25일 튀니지와의 2022년 FIFA 월드컵 예선 전에서 1-0으로 패한 경기에서 말리 국가대표로 데뷔했다.

## 플레이 스타일
전 에버턴 감독인 카를로 안첼로티는 두쿠레에 대해 "그는 경기장 어디에서나 경기를 할 수 있습니다. 그는 수비수 앞에서 10번을 뛸 수 있습니다. 그는 또한 전술적으로 많은 것을 배우고 있습니다. 그는 우리가 공을 잡을 때 전환을 위한 환상적인 능력을 가지고 있습니다. 그는 환상적인 박스 투 박스입니다."라고 말했다.